# Jacques Siegfried
Pour les articles homonymes, voir Siegfried.
Jacques Siegfried, né à Mulhouse le 26 mars 1840 et mort le 10 mai 1909 à Langeais, est un banquier, entrepreneur et collectionneur français. Il est le frère cadet de Jules Siegfried et l'oncle d'André Siegfried.

## Biographie

### Vie professionnelle

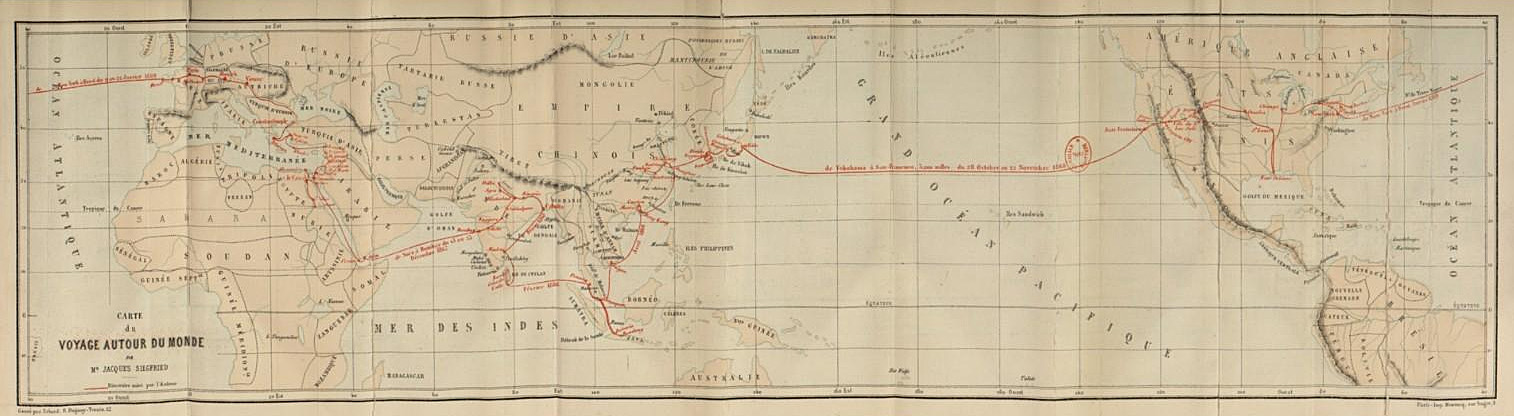
Carte du voyage autour du monde de Jacques Siegfried

Avec son frère Jules, il fonde la société Siegfried Frères au Havre et à Mulhouse en 1861, spécialisée dans le négoce du coton. Les deux frères sont originaires d’Alsace, un des berceaux de l’industrie textile française. Avec la guerre de Sécession, le coton américain se raréfie, privant l’industrie européenne de sa matière première. La rareté fait bondir le prix. Jules Siegfried part alors en Inde, les bras chargés de commandes, et crée une succursale, à Bombay. De 1863 à la fin de la guerre mi-1865, les commandes pour du coton indien se multiplient. En 1865, les frères Siegfried ouvrent une succursale à la Nouvelle Orléans, puis s'installent définitivement au Havre lors de l’annexion de l’Alsace-Lorraine par l’Allemagne en 1871.

### Accomplissements au Havre
Comme son frère aîné, il est particulièrement intéressé par les questions relatives à l’enseignement technique et particulièrement à l’enseignement du commerce. Il expose ses idées dans Les écoles supérieures de commerce (Bader, 1870). Il joint la parole aux actes puisqu'il est le cofondateur de l’École Supérieure de Commerce de Mulhouse, fondée en 1866 – mais qui ferme néanmoins se portes quelques années plus tard –, puis de l'École supérieure de commerce de Rouen et de l’École supérieure de commerce du Havre en 1871.
Jacques Siegfried contribua en outre à la création de l’École libre des sciences politiques en 1872. Il est membre de son conseil d'administration.
Administrateur du Comptoir d'escompte de Paris et du Crédit foncier colonial, il est vice-président de la Compagnie des chemins de fer Bône-Guelma à sa création en 1875.
Il achète le 28 juillet 1886 le château de Langeais, qu’il mit 20 ans à restaurer et remeubler entièrement, avant de le léguer en 1904 à l'Institut de France.
Grand voyageur, il est l’auteur de Seize mois autour du monde, 1867-1869, et particulièrement aux Indes, en Chine et au Japon, édité chez son « compatriote » alsacien Pierre-Jules Hetzel en 1869.

## Œuvres
- L'École supérieure de commerce du Havre, Le Havre, impr. de F. Santallier, 1878
- Seize mois autour du monde, 1867-1869, et particulièrement aux Indes, en Chine et au Japon, Paris : J. Hetzel, 1869
- Les écoles supérieures de commerce, Mulhouse : impr. de L. L. Bader, 1870